# チャーリー・エドワーズ
チャーリー・エドワーズ（Charlie Edwards、1993年2月8日 - ）は、イギリスのプロボクサー。サットン出身。元WBC世界フライ級王者。
弟は元IBF世界フライ級王者のサニー・エドワーズ。

## 来歴
2016年9月10日、ロンドンのO2アリーナでIBF世界フライ級王者ジョンリル・カシメロと対戦し、10回57秒TKO負けを喫し王座に失敗した。
2018年12月22日、ロンドンのO2アリーナでWBC世界フライ級王者クリストファー・ロサレスと対戦し、12回3-0（118-110、117-111、116-112）の判定勝ちを収め王座を獲得した。
2019年3月23日、ロンドンのカッパー・ボックスでWBC世界フライ級14位アンヘル・モレノと対戦し、12回3-0（3者共120-107）の判定勝ちを収め初防衛に成功した。
2019年8月31日、ロンドンのO2アリーナでWBC世界フライ級1位フリオ・セサール・マルティネスと対戦し、3回1分43秒無効試合に終わったが、2度目の防衛に成功した。同年10月4日、減量苦を理由に王座を返上した。
2020年5月26日、マッチルーム・スポーツとのプロモーター契約を解消し、フランク・ウォーレン率いるクィーンズ・ベリー・プロモーションズと契約した。
2020年9月26日、ロンドンのヨーク・ホールでキール・ウィリアムスと対戦し、10回99-91の判定勝ちを収めた。
2022年3月23日、プロベラムと契約した。

## 戦績
- プロボクシング：23戦 20勝 (7KO) 2敗 1無効試合

| 戦           | 日付           | 勝敗 | 時間     | 内容    | 対戦相手                       | 国籍       | 備考 |
| ------------ | -------------- | ---- | -------- | ------- | ------------------------------ | ---------- | --- |
| 1            | 2015年1月31日  | ☆    | 4R 2:54  | TKO     | クレイグ・ダービーシャー       | イギリス   | プロデビュー戦 |
| 2            | 2015年3月28日  | ☆    | 3R 2:00  | TKO     | ミヘイル・ソロニンキニ         | ジョージア | |
| 3            | 2015年5月28日  | ☆    | 6R       | 判定3-0 | ブレット・フィドエ             | イギリス   | |
| 4            | 2015年7月18日  | ☆    | 6R       | 判定3-0 | フアン・ヒノストロサ           | ペルー     | |
| 5            | 2015年9月12日  | ☆    | 10R      | 判定3-0 | ルイス・ノーマン               | イギリス   | BBBofCイングランドフライ級タイトルマッチ                                                                                  |
| 6            | 2015年11月21日 | ☆    | 6R 0:47  | TKO     | フィル・スミス                 | イギリス   | BBBofCイングランド防衛1                                                                                                   |
| 7            | 2016年2月27日  | ☆    | 10R      | 判定3-0 | ルーク・ウィルトン             | イギリス   | |
| 8            | 2016年7月16日  | ☆    | 6R       | 判定3-0 | ホセ・アギラール               | ニカラグア | WBCシルバー・インターナショナルフライ級タイトルマッチ                                                                     |
| 9            | 2016年9月10日  | ★    | 10R 1:57 | TKO     | ジョンリル・カシメロ           | フィリピン | IBF世界フライ級タイトルマッチ                                                                                             |
| 10           | 2016年11月26日 | ☆    | 3R 1:20  | TKO     | ゲオルジ・ゲオルジエフ         | ブルガリア | |
| 11           | 2017年4月15日  | ☆    | 12R      | 判定3-0 | イアン・ブッチャー             | イギリス   | BBBofC英国スーパーフライ級王座決定戦                                                                                      |
| 12           | 2017年10月13日 | ☆    | 8R       | 判定3-0 | クレイグ・ダービーシャー       | イギリス   | |
| 13           | 2018年2月3日   | ☆    | 1R 2:49  | TKO     | リッキー・リトル               | イギリス   | |
| 14           | 2018年6月16日  | ☆    | 3R 2:23  | TKO     | アンソニー・ネルソン           | イギリス   | WBAコンチネンタルスーパーフライ級王座決定戦                                                                               |
| 15           | 2018年12月22日 | ☆    | 12R      | 判定3-0 | クリストファー・ロサレス       | ニカラグア | WBC世界フライ級タイトルマッチ                                                                                             |
| 16           | 2019年3月23日  | ☆    | 12R      | 判定3-0 | アンヘル・モレノ               | スペイン   | WBC防衛1 |
| 17           | 2019年8月31日  | －   | 3R 1:43  | NC      | フリオ・セサール・マルティネス | メキシコ   | WBC防衛2 |
| 18           | 2020年9月26日  | ☆    | 10R      | 判定3-0 | カイル・ウィリアムズ           | イギリス   | |
| 19           | 2021年12月3日  | ☆    | 2R 1:35  | TKO     | ハコブ・バレト                 | スペイン   | |
| 20           | 2023年6月9日   | ☆    | 6R       | 判定3-0 | ダルウィン・マルティネス       | ニカラグア | |
| 21           | 2024年4月12日  | ☆    | 10R      | 判定3-0 | ジョージス・オリー             | フランス   | WBCインターナショナルバンタム級シルバー王座決定戦                                                                         |
| 22           | 2024年9月27日  | ☆    | 12R      | 判定3-0 | トーマス・エソムバ             | イギリス   | EBUヨーロッパバンタム級タイトルマッチ                                                                                     |
| 23           | 2025年3月15日  | ★    | 12R      | 判定1-2 | アンドリュー・ケイン           | イギリス   | WBCシルバーインターナショナル・BBBofC英国・コモンウェルス英連邦バンタム級王座統一戦 WBCインターナショナルシルバー王座陥落 |
| テンプレート |                |      |          |         |                                |            | |

## 獲得タイトル
- BBBofC英国フライ級王座
- WBCインターナショナルフライ級シルバー王座
- BBBofC英国スーパーフライ級王座
- WBAコンチネンタルスーパーフライ級王座
- WBC世界フライ級王座(防衛2=返上）
- WBCインターナショナルバンタム級シルバー王座
- EBUヨーロッパバンタム級王座